# Colchique des Alpes
Colchicum alpinum
Espèce
Classification phylogénétique
Le colchique des Alpes (Colchicum alpinum) est une espèce de plantes à fleurs vivace de la famille des Colchicacées.

## Description

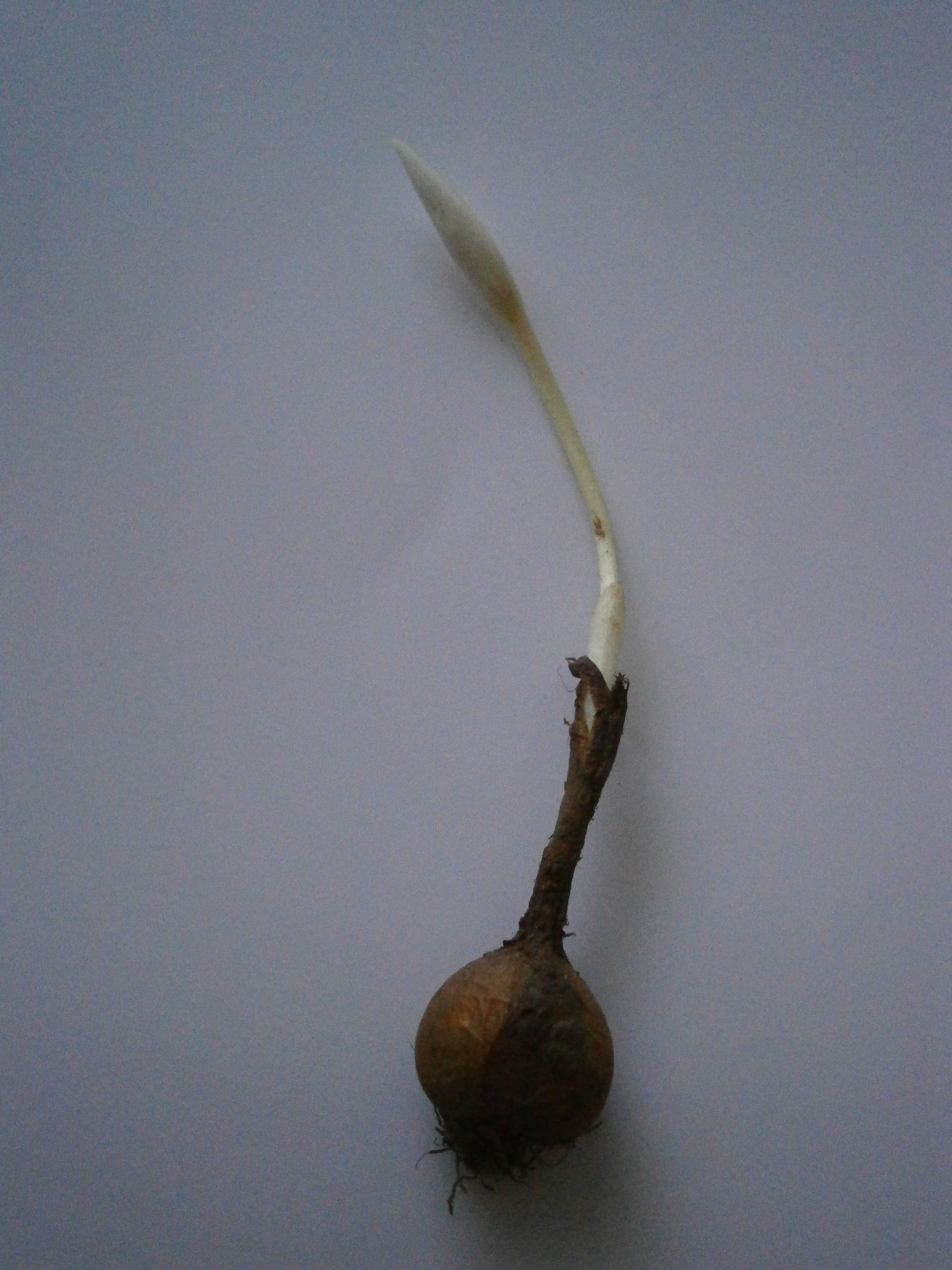
Corme et bouton floral.

Le colchique des Alpes ressemble à une version miniature du Colchique d'automne.
La floraison a lieu de juillet à août (septembre). Du petit corme ovoïde (1 sur 2 cm) émergent une ou deux fleurs.
Le périanthe a six tépales rose lilas de 2-3 cm, obovales à lancéolés, sur un tube floral de couleur généralement vert émeraude.
Les six étamines sont insérées à la même hauteur. Les styles droits sont terminés par un stigmate court en massue, non décurrent.
Chez le colchique d'automne, trois étamines sont insérées plus haut que les trois autres et les stigmates très recourbés sont prolongés sur le style.
Les deux (parfois trois) feuilles de 5-8 (-15) cm de long et de 0,2-1,4 (-2,2) cm de large, qui apparaissent au printemps suivant, entourent la capsule fructifère ovoïde de 1-2,5 cm x 1-1,5 cm.
Comme tous les autres colchiques, le colchique des Alpes est très vénéneux.

## Distribution
Le colchique des Alpes pousse sur les prairies alpines relativement sèches en sol acide, à une altitude de 600 à 1800 (2000) m.
C'est une plante rare qu’on rencontre çà et là dans les Alpes occidentales en France, en Suisse (Valais et Tessin) et en Italie, ainsi que dans les Apennins, en Corse et en Sardaigne. Elle pousse en relative abondance dans le Val d'Aoste.
NB : En Corse, on rencontre aussi l'espèce endémique apparentée, Colchicum corsicum, qui s'en distingue par des stigmates légèrement décurrents et, au printemps, la présence de trois à quatre feuilles.

## Culture
Le colchique des Alpes est une plante de collection, difficile à cultiver. Il déteste le calcaire et ne fleurit en général pas bien en plaine.
L’espèce apparentée, le colchique de Corse (Colchicum corsicum), qui semble plus facile à cultiver, est proposée par quelques bulbiculteurs spécialisés.

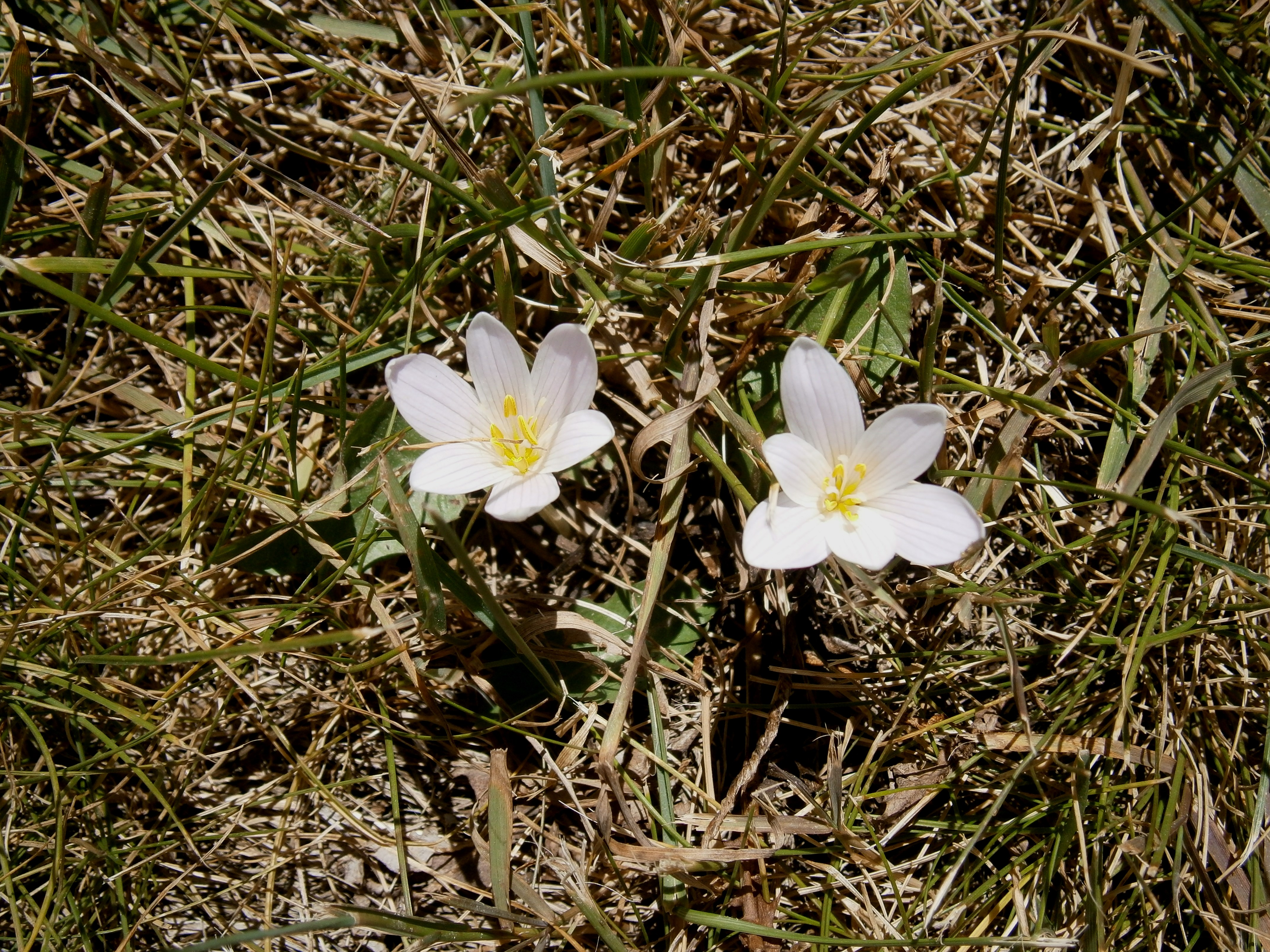
Colchicum alpinum à La Bérarde (Oisans).
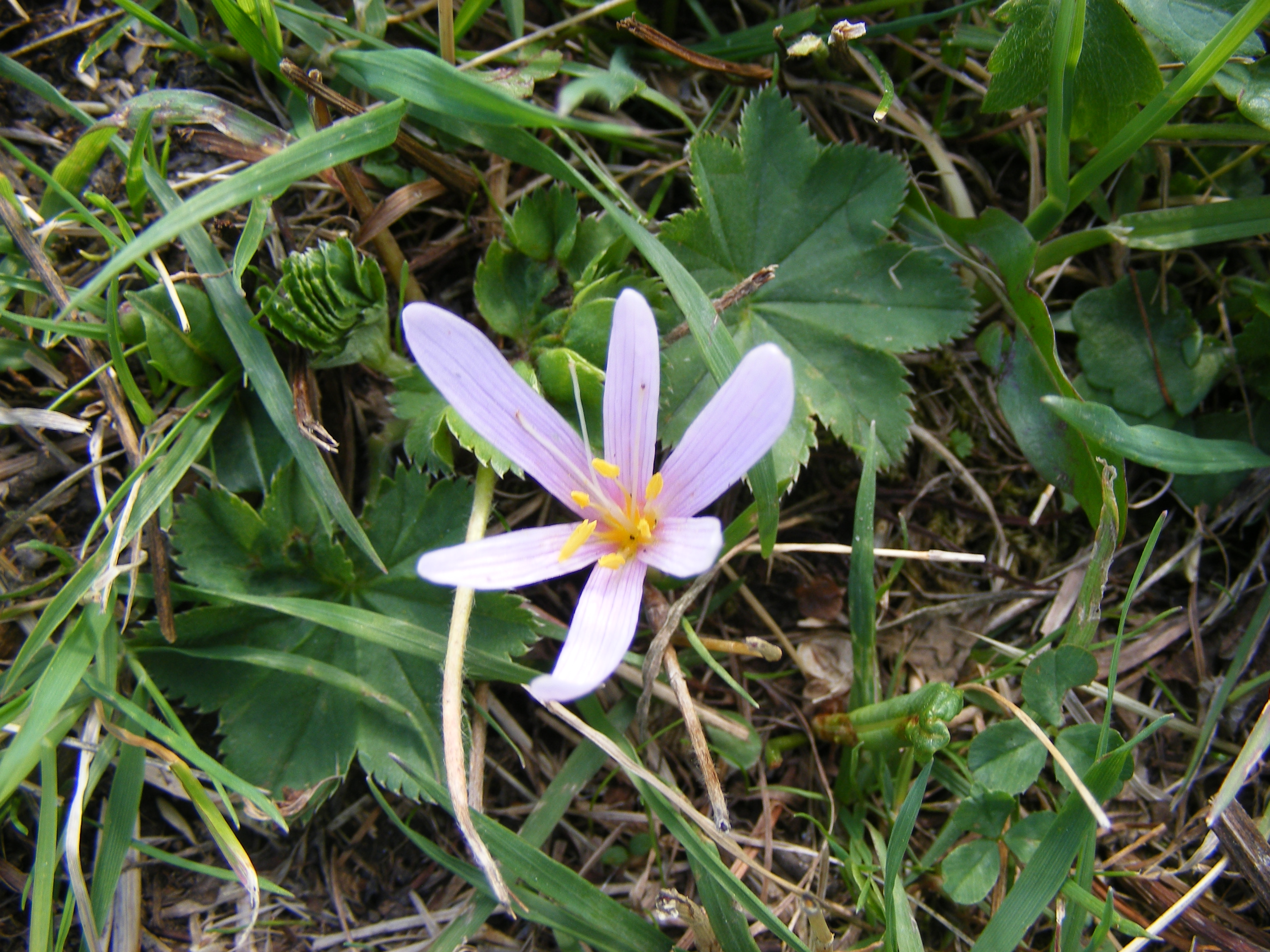
Colchicum alpinum dans le Val Ferret.
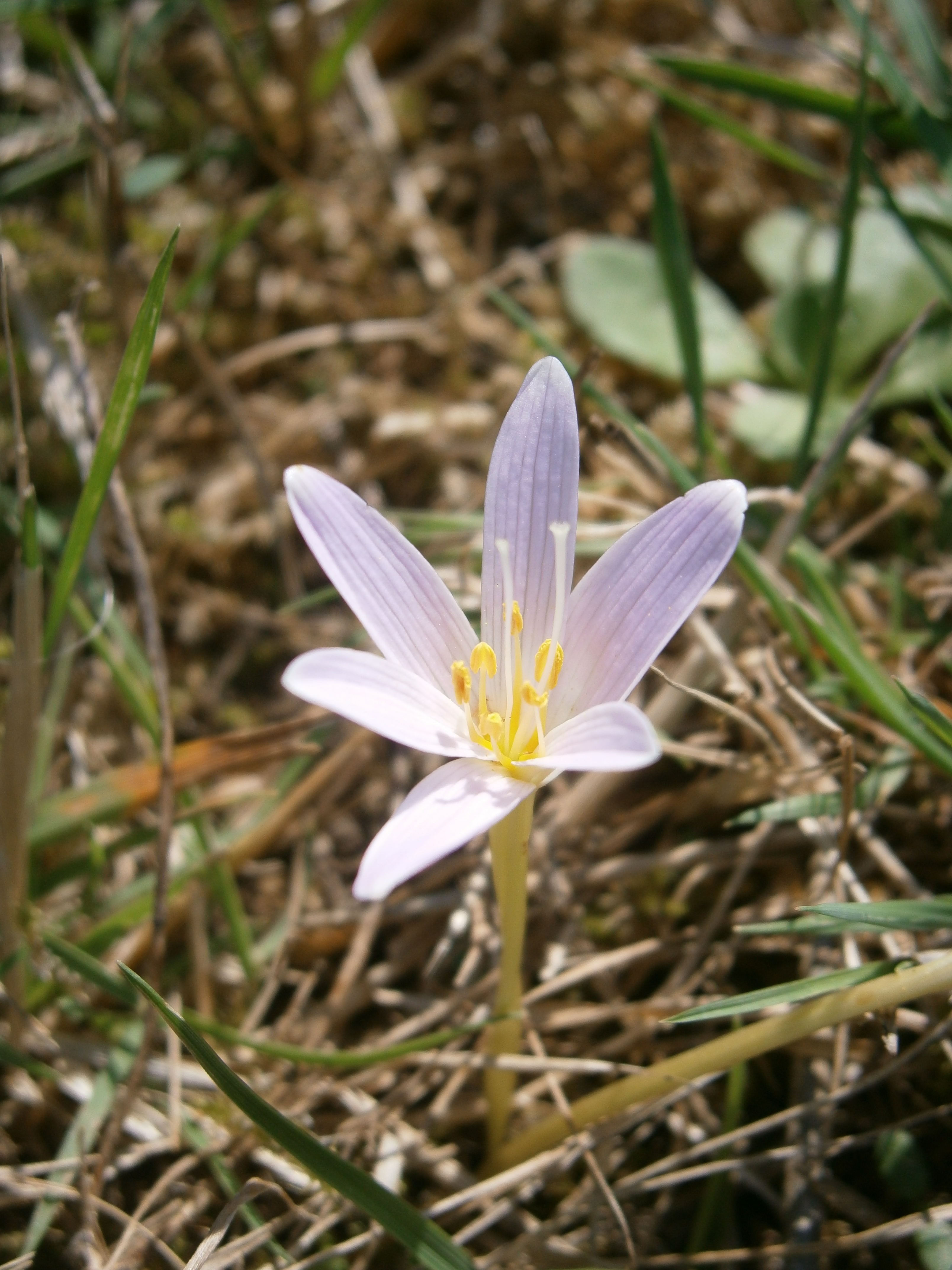
Colchicum alpinum dans un jardin de collection.
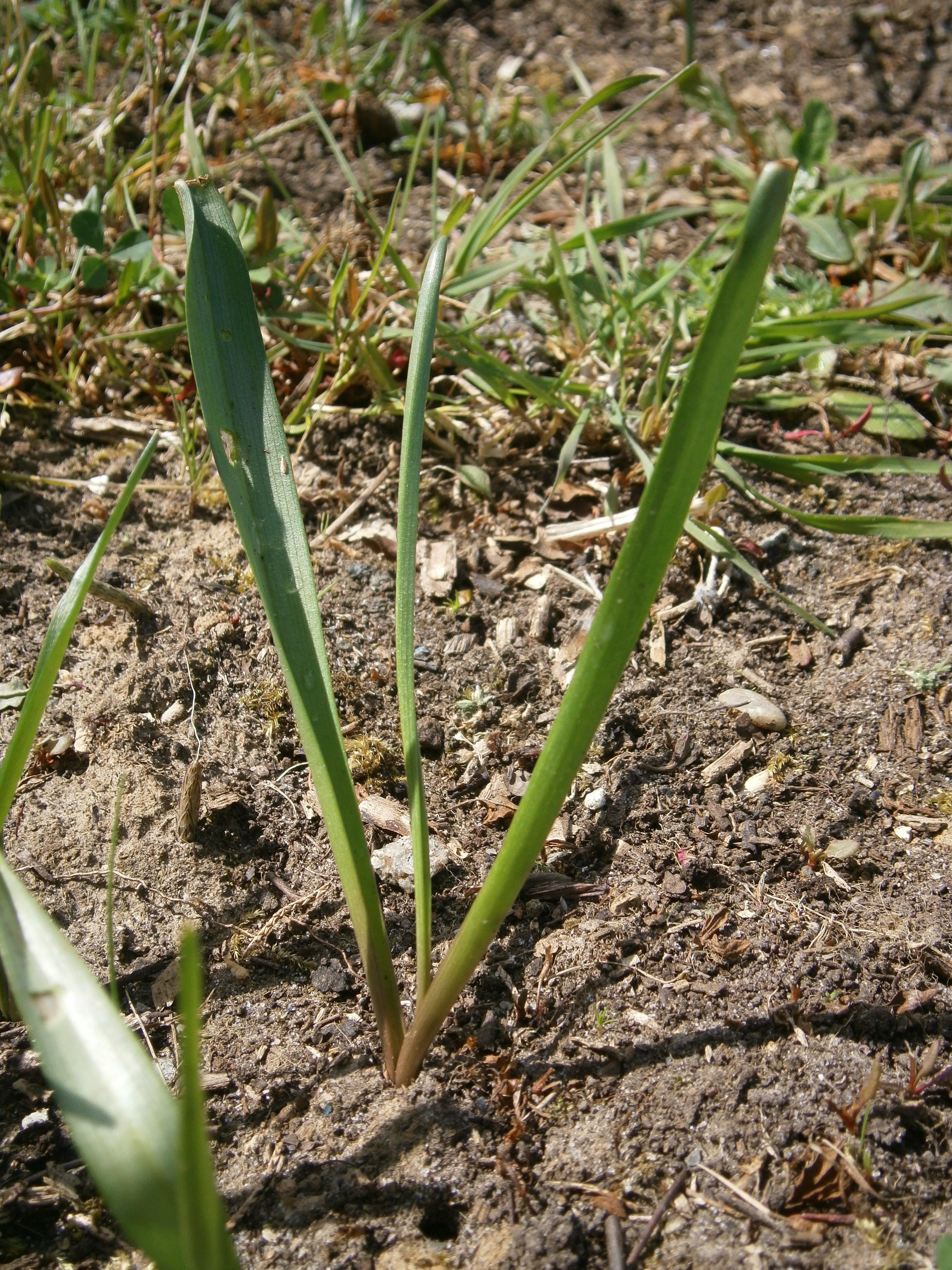
Feuilles au printemps.
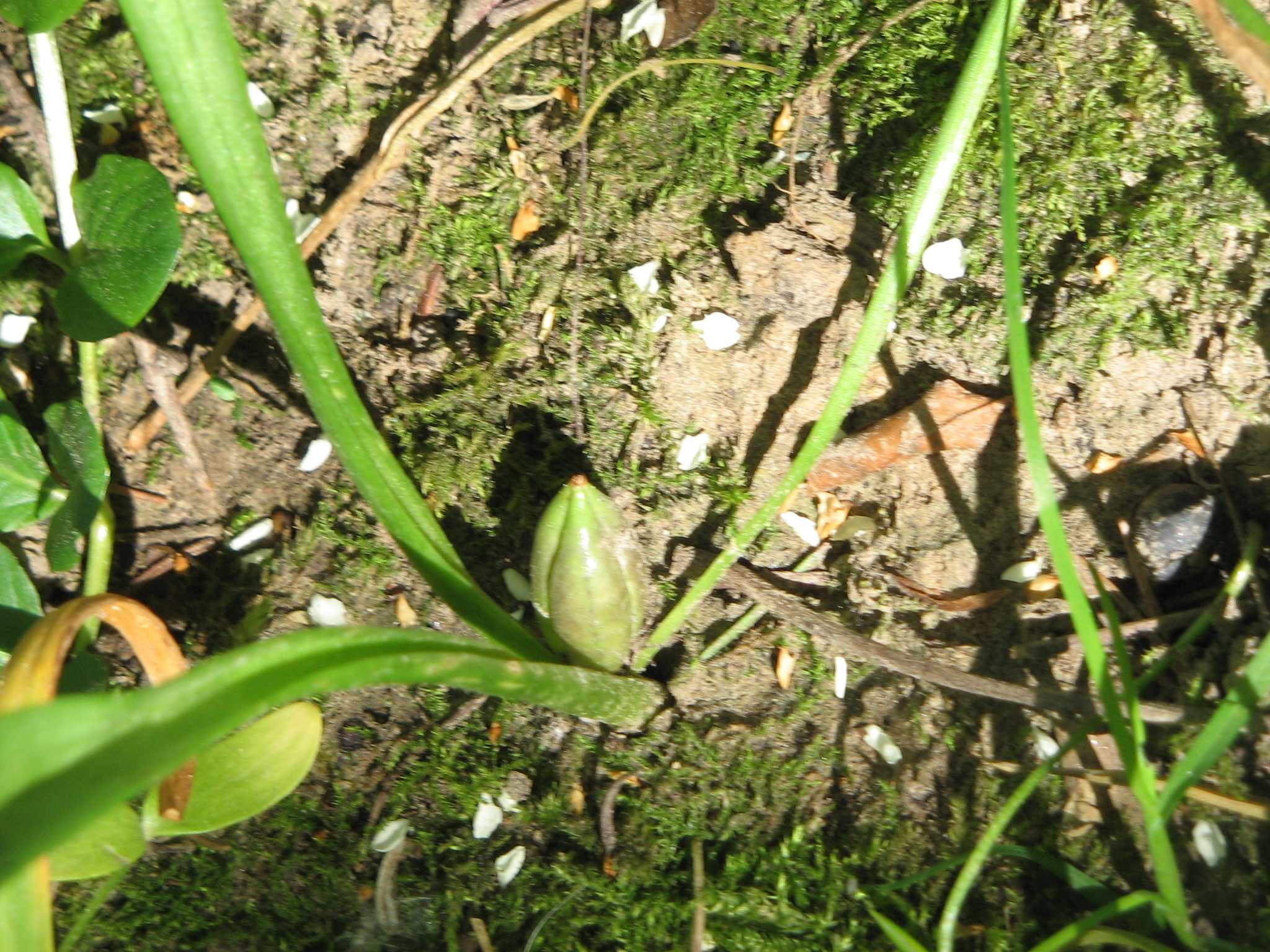
Fruit entre les feuilles.

## Sources
- G. Bonnier & G. de Layens, Flore complète de la France, de la Suisse et de la Belgique, Librairie générale de l'enseignement, Paris, 1948
- A. Huxley, Alpenflora, Mousault,  (ISBN 90-226-0065-3)
- O. Angerer & T. Muer, AlpenPflanze, Ulmer Natuhrfuhrer -  (ISBN 90-226-0065-3)
- L. Jellito & W. Schacht, Hardy Herbaceous perennials, Volume I, Timber Press, 1995 -  (ISBN 0-88192-159-9)
- K. Lauber & G. Wagner, Flora Helvetica, 4e édition, 2007 -  (ISBN 978-3-258-07240-1)